# Manuel Ribeiro Pardal
Manuel Ribeiro Pardal, también conocido como Manuel Rivero Pardal o Pardel (?-1671) fue un corsario portugués del siglo XVII al servicio de España entre finales de la década de 1660 e inicios de la de 1670. Pardal fue originalmente contratado por España como guardacostas con el fin de atacar bases inglesas en el Caribe tras el saqueo de Henry Morgan de Portobelo en 1668.
Pardal acabó siendo muerto y su buque insignia, San Pedro (alias Fama), capturado en la costa norte de Cuba en batalla contra el capitán John Morris, un lugarteniente del capitán Morgan.